# Waddenzee

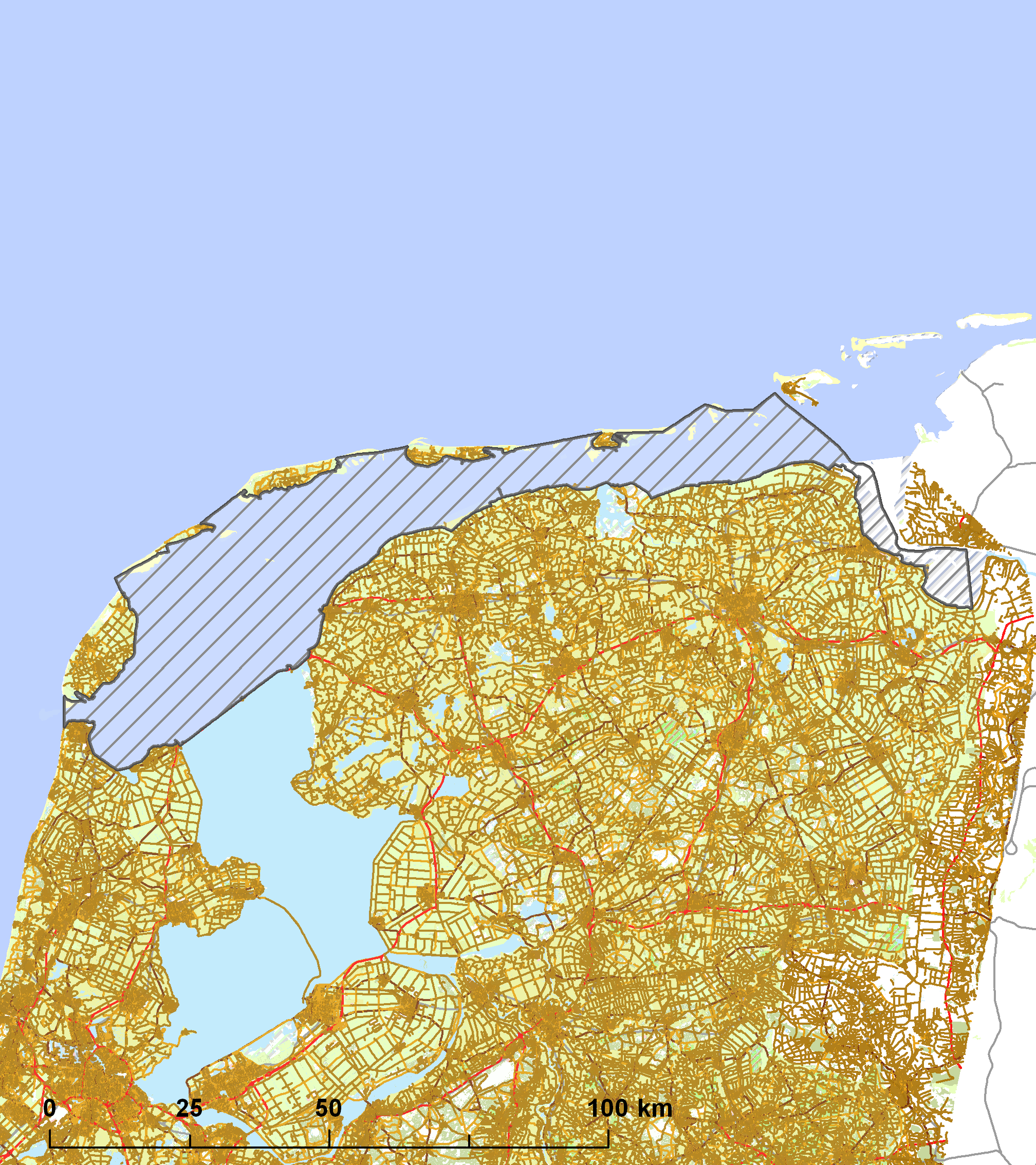
Karte des Schutzgebiets (schraffiert)

Das Fauna-Flora-Habitat-Gebiet Waddenzee liegt in der Nordsee in der ausschließlichen Wirtschaftszone der Niederlande. Das 2.649 km² große Schutzgebiet gehört zum europäischen Schutzgebietsnetz Natura 2000. Es umfasst den niederländischen Teil des Wattenmeers, der sich zwischen der Festlandküste und den Westfriesischen Inseln befindet. Die wichtigsten Lebensräume sind die Watten, Salzmarschen, Dünen und Sandbänke. Für Meeressäuger, wie Seehund und Kegelrobbe, und viele Fische stellt das Gebiet einen bedeutenden Lebensraum für die Reproduktion dar.
Das Gebiet grenzt unmittelbar an das Natura-2000-Gebiet Noordzeekustzone sowie einige kleinere terrestrische Schutzgebiete auf den westfriesischen Inseln und an der Küste. Zudem überschneidet es sich großflächig mit dem gleichnamigen europäischen Vogelschutzgebiet. Es wurde 1996 vorgeschlagen, 2004 als Gebiet gemeinschaftlicher Bedeutung bestätigt und 2009 als Besonderes Erhaltungsgebiet ausgewiesen.

## Schutzzweck
Folgende Lebensraumtypen nach Anhang I der FFH-Richtlinie sind für das Gebiet gemeldet:
| EU Code | * | Lebensraumtyp (offizielle Bezeichnung)                                                            | Fläche [ha] |
| ------- | - | ------------------------------------------------------------------------------------------------- | ----------- |
| 1110    |   | Sandbänke mit nur schwacher ständiger Überspülung durch Meerwasser (sublitorale Sandbänke)        | 142.568     |
| 1130    |   |                                                                                                   | 15.326      |
| 1140    |   | Vegetationsfreies Schlick-, Sand- und Mischwatt                                                   | 129.169     |
| 1310    |   | Pioniervegetation mit Salicornia und anderen einjährigen Arten auf Schlamm und Sand (Quellerwatt) | 3.275       |
| 1320    |   | Schlickgrasbestände (Spartinion maritimae)                                                        | 1.479       |
| 1330    |   | Salzwiesen (Glauco-Puccinellietalia maritimae)                                                    | 6.839       |
| 2110    |   | Primärdünen                                                                                       | 456         |
| 2120    |   | Weißdünen mit Strandhafer Ammophila arenaria                                                      | 826         |
| 2130    | * | Festliegende Küstendünen mit krautiger Vegetation (Graudünen)                                     | 158         |
| 2160    |   | Dünen mit Hippophaë rhamnoides                                                                    | 81          |
| 2170    |   | Dünen mit Salix repens ssp. argentea (Salicion arenariae)                                         | 2.180       |
| 2190    |   | Feuchte Dünentäler                                                                                | 94          |

### Arteninventar
Folgende Arten von gemeinschaftlichem Interesse sind für das Gebiet gemeldet:
| Bild                   | EU Code | * | Art                      | wissenschaftlicher Name      | Artengruppe           |
| ---------------------- | ------- | - | ------------------------ | ---------------------------- | --------------------- |
|                        | 1103    |   | Finte                    | Alosa fallax                 | Fische und Rundmäuler |
| Kegelrobbe             | 1364    |   | Kegelrobbe               | Halichoerus grypus           | Säugetiere            |
| Flussneunauge          | 1099    |   | Flussneunauge            | Lampetra fluviatilis         | Fische                |
| Sumpf-Glanzkraut       | 1903    |   | Sumpf-Glanzkraut         | Liparis loeselii             | Pflanzen              |
| Nordische Wühlmaus     | 1340    | * | Nordische Wühlmaus       | Microtus oeconomus arenicola | Säugetiere            |
| Meerneunauge           | 1095    |   | Meerneunauge             | Petromyzon marinus           | Fische                |
| Seehund                | 1365    |   | Seehund                  | Phoca vitulina               | Säugetiere            |
|                        | 1351    |   | Gewöhnlicher Schweinswal | Phocoena phocoena            | Säugetiere            |
| Schmale Windelschnecke | 1014    |   | Schmale Windelschnecke   | Vertigo angustior            | Schnecken             |